# Partido Social Democrático de Sergipe
O Partido Social Democrático de Sergipe (PSD) foi um partido político brasileiro, do estado de Sergipe, criado por Augusto Maynard Gomes, interventor no Estado de Sergipe, início da década de 1930, tendo uma base política regionalista no referido estado.
O PSD disputou as eleições estaduais de 1934 em uma coligação com a União Republicana de Sergipe, tendo conseguido eleger na época deputados estaduais como Quintina Diniz, primeira mulher a ser eleita deputada estadual em Sergipe, e deputados federais, como Leandro Maynard Maciel e Melquisedec Figueiredo Monte. 
Essa coligação política representou nas palavras da pesquisadora sergipana Anamaria G. B. de Freitas: "a união de dois grupos conservadores fortes" que "(...) representavam o retorno dos 'senhores do açúcar, especialmente dos usineiros', à centralidade do poder."
Durante o período pré-eleitoral às eleições presidenciais previstas para ocorrer em 1938, o PSD apoiou a candidatura de José Américo de Almeida para a presidência da República.
Porém, com o golpe de 10 de novembro de 1937, no qual houve a decretação do Estado Novo, selou-se a dissolução de todos os partidos políticos do pais, incluindo o PSD entre as agremiações proscritas.